# Borogontsi
Borogontsi (en rus: Борогонцы) és un poble de la república de Sakhà, a Rússia, que en el cens del 2010 tenia 5.222 habitants, és seu administrativa del districte homònim.